# Petauroides
Petauroides (лат.) — род сумчатых из семейства кольцехвостых кускусов (Pseudocheiridae), обитающий в Восточной Австралии. Обитатели древесных крон, ведущие ночной образ жизни. Способны к планирующему полёту.

## История изучения
Долгое время род считали монотипным, включающим единственный вид — гигантских летучих кускусов (Petauroides volans). В 2015 году было высказано предположение о существовании трёх самостоятельных видов, различающихся по ареалу. В 2020 году после масштабных природных пожаров в Австралии были проведены генетические исследования популяций многих видов сумчатых, которые подтвердили видовой статус северной, центральной и южной популяций.